# Germaine Robert-Acarin
Germaine Robert-Acarin (5 februari 1998 – 1969) was een Belgische kunstenares. 

## Biografie
Germaine Acarin, afkomstig uit Brussel, was de zus van de bekende danseres en kunstenares Marguerite Acarin, beter bekend als Akarova. In 1923 trad ze in het huwelijk met ingenieur Emile Robert, met wie ze een jaar later een zoon kreeg: Jacques Robert. Tijdens haar vele reizen naar Frankrijk, Spanje, Zwitserland en Nederland legde Robert-Acarin zich toe op het schilderen van landschappen en portretten. Tussen 1927 en 1933 verbleef ze samen met haar echtgenoot in het toenmalige Zaïre, waar haar interesse voor Afrikaanse kunst werd gewekt.

## Stijlkenmerken
Germaine Robert-Acarin maakte vooral olieverfschilderijen op doek en tekeningen met zwarte inkt. Haar oeuvre bestaat vooral uit landschappen, portretten en stillevens in de stijl van het expressionisme en het kubisme. Daarnaast ontwierp Acarin kostuums en maakte ze beeldhouwwerken van gebrand hout, waarbij ze zich liet inspireren door traditionele Afrikaanse technieken. Verder vond ze veel inspiratie in het werk van Paul Gauguin en de stijl van het cloisonnisme, dat gekenmerkt wordt door weinig dieptezicht. Daarnaast had ze ook een grote interesse in Byzantijnse kunst. 
Haar schilderijen worden gekenmerkt door kleurrijke vlakken, omlijnd door stevige zwarte lijnen. Vanaf 1955 experimenteerde Acarin met een nieuwe techniek: ze verdunde potloodtekeningen met olieverf en kraste vervolgens met een spatel fijne lijnen in de verf, wat haar schilderijen een grafisch karakter gaf. Waar in haar eerdere werk kleur de hoofdrol speelde, kwam in latere jaren de lijn meer op de voorgrond te staan.

## Tentoonstellingen

### Individuele tentoonstellingen
1946: Galerie Portenart in Brussel.
1948 : Galerie Breughel.
1948 : Paleis voor Schone Kunsten in Brussel.
1955: Galerie Brueghel.
1959 : Galerij C.A.W. in Antwerpen. 

### Groepstentoonstellingen
1952: Galerie Portenart in Brussel.
- RKD-Nederlands Instituut voor Kunstgeschiedenis: 258